# Список медиків, загиблих в Афганській війні
| №    | Прізвище, ім'я, по батькові         | Звання, підрозділ                                                                                         | Про особу | Дата смерті       | Обставини смерті |
| ---- | ----------------------------------- | --- | --- | ----------------- | --- |
| 1.   | Баций Юрій Іванович                 | Молодший сержант, санітарний інструктор 180 мсп                                                           | Народився 10.12.1964 року в м. Барвінкове. Жив в м. Київ. У Радянській Армії з 9.11.1983. В Афганістані з лютого 1984 р. Нагороджений орденом «Червоної Зірки» (посмертно). Похований на батьківщині. | 2 лютого 1985     | Смертельно поранений в бою у м. Чарикар. |
| 2.   | Бєлінський Юрій Миколайович         | Молодший сержант, розвідник-санітар 411 ООСпН                                                             | Народився 2.08.1966 р. у Кривому Розі. В армії з 23.04.1985. В Афганістані з листопада 1985 р. Нагороджений медаллю «За відвагу» і орденом «Червоної Зірки» (посмертно). Похований на батьківщині. | 23 березня 1987   | Загинув в бою при захопленні каравану. |
| 3.   | Бєлов Володимир Андрійович          | Старший лейтенант медичної служби, начальник відділення медичного постачання                              | Народився 15.01.1950 р. в м. Запоріжжя. Навчався в Тамбовському медичному інституті, на військовій кафедрі отримав офіцерське звання. Призваний до ВР СРСР. В Афганістані з січня 1980 р. Нагороджений орденом «Червоної Зірки» (посмертно). Похований на батьківщині. | 24 березня 1981   | Смертельно поранений в бою при обстрілі колони на ділянці між Пулі-Хумрі і Кундузом. |
| 4.   | Блеканов Анатолій Іванович          | Капітан медичної служби, начальник аптеки військово-польового госпіталю                                   | Народився 4.11.1947 р. в місті Барвінкове. Закінчив Харківський фармацевтичний інститут. В Афганістані з липня 1982 р. Похований в місті Кривий Ріг. | 3 грудня 1983     | Загинув в автомобільній катастрофі. |
| 5.   | Богонос Олександр Миколайович       | Полковник медичної служби, заступник начальника медичної служби 40-ї армії                                | Народився 26.05.1946 р. в місті Дрогобич. Закінчив Військово-медичну академію. В Афганістані з травня 1981 р. Прибув з посади викладача кафедри. Нагороджений орденом «За службу Батьківщині в ЗС СРСР», 3 ступеня і орденом «Червоної Зірки» (посмертно). Похований в Москві. | 5 лютого 1983     | Помер від хвороби (від інфаркту міокарда), прямо за робочим столом. |
| 6.   | Ботич Василь Васильович             | Молодший сержант надстрокової служби, санітарний інструктор                                               | Народився 15.05.1965 р. в Закарпатській області. В Радянській армії з 8.05.1984 р. В Афганістані з вересня 1986 р. Похований на батьківщині. | 12 грудня 1986    | Загинув в автомобільній катастрофі. |
| 7.   | Бровенко Олег Вікторович            | Рядовий, снайпер 317 ПДП 103 вдд                                                                          | Народився 6.06.1965 р. в м. Краматорськ. Працював ветеринарним фельдшером в радгоспі Вежніковскій Смоленської області. Призваний до ВР СРСР 13.05.1987. В Афганістані з листопада 1987 р. Нагороджений орденом «Червоної Зірки» (посмертно). Похований на батьківщині. | 20 серпня 1988    | Загинув в бою. |
| 8.   | Бунак Анатолій Єгорович             | Старший лейтенант медичної служби, заступник начальника медичного складу                                  | Народився 12.09.1944 р. в Запорізькій області. Закінчив Запорізький медінститут. У ВР СРСР з 23.06.1975 р. В Афганістані з лютого 1980 р. Похований в м. Сімферополь. | 7 травня 1980     | Загинув в автомобільній катастрофі на території СРСР, перебуваючи у відрядженні. |
| 9.   | Бураджук Микола Опанасович          | Молодший сержант, санітарний інструктор                                                                   | Народився 17.06.1965 р. в Донецькій області. В армії з 11.11.1983 р. В Афганістані з квітня 1984 р. Нагороджений орденом «Червоної Зірки» (посмертно). Похований на батьківщині. | 26 липня 1984     | Смертельно поранений в бою при відбитті нападу на колону Пулі-Хумрі — Баграм, при наданні допомоги пораненим. |
| 10.  | Бурденюк Григорій Гаврилович        | Рядовий, вогнеметник                                                                                      | Народився 10.06.1966 р. в Чернівецькій області. Працював ветеринарним фельдшером в колгоспі «Прапор Перемоги». Призваний до ВР СРСР 3.05.1985 р. В Афганістані з вересня 1985 року. Нагороджений орденом «Червоної Зірки» (посмертно). Похований на батьківщині. | 16 грудня 1985    | Смертельно поранений в бою. |
| 11.  | Бурнучян Леонід Олександрович       | Прапорщик, фельдшер банно-прального комбінату (технік)                                                    | Народився 16.10.1954 р. в м Первомайськ Миколаївської області. Закінчив Первомайське медичне училище. В Афганістані з вересня 1983 р. Похований у рідному місті. | 26 травня 1985    | Помер. |
| 12.  | Вишневський Анатолій Іванович       | Старший сержант, санітарний інструктор                                                                    | Народився 12.01.1963 р. в Хмельницькій області. Закінчив Кам'янець-Подільське медичне училище. В армії з 23.03.1983 р. В Афганістані з липня 1983 р. Нагороджений орденом «Червоної Зірки» (посмертно). Похований на батьківщині. | 22 листопада 1984 | Смертельно поранений в бою в провінції Герат при наданні допомоги пораненому. |
| 13.  | Волошин Іван Григорович             | Рядовий, санітарний інструктор                                                                            | Народився 9.08.1963 р. в Хмельницькій області. Закінчив Вінницьке медичне училище. В армії з 21.04.1983. В Афганістані з липня 1983 р. Нагороджений орденом «Червоної Зірки» (посмертно). Похований на батьківщині. | 24 квітня 1984    | Загинув в бою в районі перевалу Саланг. |
| 14.  | Галененко Олександр Іванович        | Молодший сержант, лаборант в лікувальному закладі                                                         | Народився 30.05.1965 р. в Вінницькій області. Жив в місті Київ. В армії з 1.10.1983 р. В Афганістані з січня 1984 р. Нагороджений орденом «Червоної Зірки» (посмертно). Похований на батьківщині. | 5 травня 1985     | Помер в результаті отруєння. |
| 15.  | Головко Сергій Леонідович           | Молодший сержант, кулеметник                                                                              | Народився 23.04.1958 року в м. Павлоград Дніпропетровської області. Працював фельдшером на «швидкій допомозі». Призваний до ВР СРСР 9.11.1979 року. В Афганістані з грудня 1979 року. Похований на батьківщині. | 18 вересня 1981   | Помер. |
| 16.  | Голубенко Микола Володимирович      | Рядовий, водій-санітар 46 омедсб 5мсд                                                                     | Народився 27.04.1968 р. в Сумській області. Призваний до ВР СРСР 10.10.1986 р. В Афганістані з травня 1987 р. Нагороджений орденом «Червоної Зірки» (посмертно). Похований на батьківщині. | 6 лютого 1988     | Важко поранений при обстрілі автомобіля в районі м. Кандагар, помер від великої втрати крові. |
| 17.  | Гомелюк Анатолій Костянтинович      | Молодший сержант, санітарний інструктор розвідроти                                                        | Народився 31.05.1964 р. у Вінницькій області. Закінчив Бершадське медичне училище. В армії з 21.03.1982 р. В Афганістані з червня 1983 р. Нагороджений орденом «Червоного Прапора» (посмертно). Похований на батьківщині. | 25 травня 1984    | Важко поранений в бою в провінції Парван, помер від ран. |
| 18.  | Гребенюк Володимир Миколайович      | Прапорщик, начальник медичного пункту 278 окремої дорожньо-комендантської бригади                         | Народився 13.05.1960 р. в с. Громи Уманського району Черкаської області. Закінчив Уманське медичне училище. У ВР СРСР з 12.05.1979 р. В Афганістані з квітня 1985 р. За мужність і відвагу нагороджений орденом «Червоної Зірки» (посмертно). Похований в с. Громи. | 4 вересня 1985    | При виконанні службових обов'язків отримав важку травму (під Самангані, недалеко від Пулі-Хумрі), помер в той же день. |
| 19.  | Гребенюк Євген Олександрович        | Молодший сержант, водій-санітар 350 ПДП 103 вдд                                                           | Народився 27.12.1964 р. в Ворошиловградської області. Жив в м. Дніпропетровськ. В армії з 10.05.1983 р. В Афганістані з жовтня 1983 р. Нагороджений орденом «Червоної Зірки» (посмертно). Похований в Дніпропетровській області. | 31 жовтня 1984    | Загинув при підриві на міні. |
| 20.  | Гринишин Степан Петрович            | Рядовий, гранатометчик                                                                                    | Народився 9.12.1964 року в Івано-Франківській області. Працював в фельдшерсько-акушерському пункті села Старомір Львівської області. Призваний до ВР СРСР 20.03.1983 року. В Афганістані з липня 1983 року. Нагороджений орденом «Червоної Зірки» (посмертно). Похований на батьківщині. | 3 вересня 1984    | Загинув в бою в долині «П'яти левів». |
| 21.  | Грушко Ростислав Ігорович           | Прапорщик, начальник медичного пункту                                                                     | Народився 7.05.1958 р. в м. Житомир. Працював фельдшером «Швидкої допомоги» в Іллінецької районної лікарні Вінницької області. В Афганістані з липня 1988 р. Нагороджений медаллю «За бойові заслуги» та орденом «Червоної Зірки» (посмертно). Похований в м. Київ. | 27 серпня 1988    | Важко поранений при відбитті нападу на колону Пулі-Хумрі — Кабул, помер при евакуації. |
| 22.  | Гурінов Олександр Іванович          | Прапорщик, командир взводу видужуючих (при 650 госпіталі?)                                                | Народився 5.10.1948 р. в м Севастополь. Жив і працював у Феодосії. В Афганістані був двічі — з січня 1982 р. по травень 1984 р. та з червня 1986 р. Нагороджений медаллю «За відвагу». Похований в м. Феодосія. | 26 вересня 1987   | Помер від гострої коронарної недостатності. |
| 23.  | Гущин Юрій Юрійович                 | Сержант, санітарний інструктор, 5 мсд                                                                     | Народився 5.03.1968 р. в Харківській обл. В армії з 16.11.1986 р. В Афганістані з травня 1987 р. Нагороджений орденом «Червоної Зірки» (посмертно). Похований в Харківській області. | 21 січня 1988     | Смертельно поранений в бою в районі м. Герат при відбитті нападу на сторожову заставу. В ході бою надавав допомогу пораненим. |
| 24.  | Деменчук Сергій Павлович            | Молодший сержант, фельдшер ДШМГ ПВ КДБ СРСР                                                               | Народився 10.09.1964 р. в Одеській області. Закінчив медичне училище № 3 в Одесі. В армії з 21.04. 1984 р. Службу проходив у 48-у Пянджському прикордонному загоні на 1-й ДШЗ Пянджської ДШМГ. Нагороджений орденом «Червоної Зірки» (посмертно). Похований на батьківщині. | 6 липня 1984      | Смертельно поранений в бою у к. Варфад в Дарвазе (Джавайська ущелина). |
| 25.  | Дьомкін Віктор Петрович             | Гвардії рядовий, кулеметник, старший санітар 149 гвардійського мсп                                        | Народився 1.01.1964 року в с. Ординці Новодолазького району Харківської області. Працював на Куп'янському ремонтно-транспортному підприємстві. У ВР СРСР з 30.09.1983 року. В Афганістані з грудня 1983 року. Брав участь в 16 бойових операціях. 23 рази брав участь в супроводі колон з вантажами. За мужність і відвагу нагороджений орденом Червоної Зірки (посмертно). Похований на міському кладовищі в Куп'янську. | 25 травня 1985    | При проведенні бойової операції в районі населеного пункту Асадабад провінції Кунар його рота була обстріляна з кулемета засіли в укритті противником. Дьомкін короткими перебіжками наблизився до вогневої точки і закидав її гранатами. У бою він був важко поранений і помер незабаром. |
| 26.  | Дмитрієнко Аркадій Кирилович        | Прапорщик, фельдшер медичного пункту                                                                      | Народився 1.01.1939 р. в Житомирській області. Закінчив медичне училище в м. Житомир. Похований в м. Житомир. | 15 липня 1983     | Помер від хвороби. |
| 27.  | Добровольський Віктор Васильович    | Лейтенант медичної служби, начальник медичної служби полку                                                | Народився 11.01.1958 р. в с. Сербічани, Сокирянського району, Чернівецької області УРСР. У ВР СРСР з 5.08.1979 р. Закінчив Чернівецький медінститут. В Афганістані з липня 1982 р, служив в в\ч пп 88870, Чарикар. Нагороджений орденом «Червоної Зірки» (посмертно). Похований в смт. Окниця, Молдавської РСР. | 31 липня 1983     | 27.07.1983 р. був важко поранений. Від отриманих ран помер 31.07.1983 р. |
| 28.  | Доброфіля Лариса Володимирівна      | молодша медсестра, служаща Радянської Армії                                                               | Народилася 9.02.1958. в м. Телаві Грузинської РСР. Жила і працювала в м Переяслав-Хмельницький, Київської області друкаркою в юридичній консультації. В добровільному порядку Хмельницьким РВК Київської області 29.06.83 була направлена для роботи в Афганістан. В Афганістані з липня 1983 р. Похована в м. Переяслав-Хмельницький. | 9 липня 1985      | Трагічно загинула в Кабулі. |
| 29.  | Дорош Світлана Миколаївна           | медсестра, служаща Радянської Армії                                                                       | Народилася 12.07.1963 р. в с. Слов'янка Межівського району Дніпропетровської області. Жила і працювала в м. Дніпропетровськ медсестрою на станції «Швидкої допомоги». В добровільному порядку 19.02.86 р. Амур-Нижньодніпровським РВК м. Дніпропетровська була направлена для роботи в Афганістан. В Афганістані з лютого 1986 р. Похована на батьківщині в селі Слов'янка. | 24 липня 1986     | Трагічно загинула під час прямування в машині, що потрапила під обстріл. |
| 30.  | Древаль Сергій Олександрович        | Рядовий, розвідник-санітар 2 групи 1 роти 334 ООСпН                                                       | Народився 10.01.1967 р. в селі Капустинці Сумської області. Працював в радгоспі «Михайлівка». В армії з 8.10.1985. В Афганістані з квітня 1986. Нагороджений орденом «Червоної Зірки» (посмертно). Похований в селі Михайлівка Лебединського району Сумської області. Іменем Сергія названо поле. | 27 грудня 1986    | Підірвався на міні під час бойового виходу. |
| 31.  | Дудник Юрій Володимирович           | Рядовий, дезінфектор медичного закладу                                                                    | Народився 3.09.1963 р. в м Лисичанськ. В армії з 24.09.1982. В Афганістані з грудня 1982 р. Нагороджений орденом «Червоної Зірки» (посмертно). Похований на батьківщині. | 30 листопада 1984 | Помер від хвороби. |
| 32.  | Жбадінскій Микола Іванович          | Молодший сержант, санітарний інструктор медичного пункту десантно-штурмового батальйону                   | Народився 19.05.1967 р. у Вінницькій області. В армії з 30.10.1985 р. В Афганістані з серпня 1986 р. Нагороджений орденом «Червоної Зірки» (посмертно). Похований на батьківщині. | 28 листопада 1986 | Важко поранений в бою 25 листопада 1986 р під час допомоги пораненим, помер в госпіталі 28 листопада. |
| 33.  | Жібков Юрій Юхимович                | Полковник медичної служби, заступник начальника госпіталю з медичної частини                              | Народився 27.01.1939 р. в м Миколаїв. Закінчив Військово-медичну академію в Ленінграді. В Афганістані з серпня 1985 р. Нагороджений орденом «Червоної Зірки» (посмертно). Похований у м. Москва. | 22 червня 1987    | Помер. |
| 34.  | Жупник Микола Іванович              | Молодший сержант, санітарний інструктор                                                                   | Народився 7.10.1965 р. в Тернопільській області. В армії з 9.11.1983 р. В Афганістані з березня 1984 р. Нагороджений орденом «Червоної Зірки» (посмертно). Похований на батьківщині. | 18 грудня 1984    | Помер в госпіталі р від ран, отриманих в бою в ущелині Лоркох. |
| 35.  | Зайчук Сергій Дмитрович             | Єфрейтор, санітарний інструктор 66 ОМСБ, ДШБ                                                              | Народився 27.04.1961 р. в Хмельницькій області. В армії з 16.11 1979 р. В Афганістані з лютого 1980 р. Нагороджений медаллю «За відвагу» (посмертно). Похований на батьківщині. | 22 серпня 1980    | Загинув в бою. |
| 36.  | Зотов Сергій Іванович               | Молодший сержант, фельдшер ДШМГ ПВ КДБ СРСР                                                               | Народився 26.12.1964 р. в Ворошиловградської області. Закінчив медичне училище. В армії з 10.05.1984 р. Службу проходив в ДШМГ 47-го Керкінського прикордонного загону. Нагороджений орденом «Червоної Зірки» (посмертно). Похований у Ворошиловграді. | 7 травня 1985     | Загинув під час мінометного обстрілу противником в районі м Чашмайі-Інжир у прикордонні Шаршарі на Ірано-афганському кордоні (район стику Ірано-афгансько-радянської кордонів) |
| 37.  | Йосипенко Тарас Ярославович         | Рядовий, водій-санітар окремого медико-санітарного батальйону                                             | Народився 30.06.1959 р. в Івано-Франківській області. Призваний до ВР СРСР 10.05.1978 р. В Афганістані з січня 1980 р. Нагороджений орденом «Червоної Зірки» (посмертно). Похований на батьківщині. | 20 березня 1980   | Важко поранений в бою при евакуації поранених; помер від ран. |
| 38.  | Калітка Андрій Васильович           | Молодший сержант, санітарний інструктор 70 омсб                                                           | Народився 17.12.1963 р. в Львівській області. В армії з 22.03 1982 р. В Афганістані з жовтня 1982 р. Нагороджений орденом «Червоної Зірки» (посмертно). Похований на батьківщині. | 9 серпня 1983     | Загинув в бою в районі н.п. Акмазар. |
| 39.  | Камінський Віталій Георгійович      | Рядовий, фельдшер ДШМГ ПВ КДБ СРСР                                                                        | Народився 13.04.1961 р. в м Дубровиця. Закінчив медичне училище в м. Київ, працював в медпункті. В армії з 22.04.1981 р. Служив в 48-му Пянджському прикордонному загоні в Пянджській ДШМГ. Нагороджений орденом «Червоної Зірки» (посмертно). Похований на батьківщині. | 26 липня 1982     | Загинув в бою з засідкою противника у к. Верхній Карно в Куфабській ущелині. |
| 40.  | Карасюк Анатолій Володимирович      | Прапорщик, фельдшер-начальник медичного пункту                                                            | Народився 01.05.1942. в м. Часів Яр Артемівського району Донецької області. Навчався в середній школі № 19 міста Часів Яр і після закінчення 8 класів працював стругальником на вогнетривкому комбінаті. У листопаді 1962 року був призваний на дійсну військову службу. У 1968 році, закінчивши Семипалатинське медичне училище, поступив на надстрокову службу. В Афганістані з 19.07.1983. Служив начальником медичного пункту в / ч пп 93992, Джелалабад. Нагороджений орденом «Червоної Зірки» (посмертно). Похований в м. Артемівськ. У Часів-Ярській школі встановлено меморіальну дошку. | 6 липня 1984      | Загинув року в авіаційній катастрофі на борту Мі-6. |
| 41.  | Кіценькій Олександр Олександрович   | Молодший сержант, санітарний інструктор мотострілецької роти 181 мсп 108 мсд                              | Народився 27.12.1963. в Хмельницькій області. Закінчив Кам'янець-Подільське медичне училище. В армії з 23.03.1983. В Афганістані з жовтня 1983 р. Нагороджений орденом «Червоної Зірки» (посмертно). Похований на батьківщині. | 14 листопада 1984 | Важко поранений в бою при відбитті нападу на колону Кабул — Гардез, помер від ран. |
| 42.  | Клюцук Василь Борисович             | Молодший сержант, санітарний інструктор 181 мсп 108 мсд                                                   | Народився 6.01.1965 р. в Хмельницькій області,. Працював амбулаторним фельдшером в селі. В армії з 13.04.1984 р. В Афганістані з жовтня 1984 р. Нагороджений орденом «Червоної Зірки» (посмертно). Похований на батьківщині. | 16 грудня 1985    | Загинув в бою р в районі ущелини Панджшер, перед цим надав допомогу і евакуював трьох поранених солдатів з підбитого БТР. |
| 43.  | Коваленко Олександр Павлович        | Рядовий, санітарний інструктор                                                                            | Народився 14.02.1966 р. у Полтавській області. В армії з 11.04.1984 р. В Афганістані з серпня 1984 р. Нагороджений орденом «Червоної Зірки» (посмертно). Похований на батьківщині. | 21 лютого 1985    | Загинув відбиваючи напад при обстрілі автомобіля. |
| 44.  | Козирєв Василь Васильович           | Молодший сержант, санітарний інструктор                                                                   | Народився 2.09.1965 р в м. Київ. Працював лаборантом в Київському ВТІУ. В армії з 30.10.1983 р. В Афганістані з квітня 1984 р. Нагороджений орденом «Червоної Зірки» (посмертно). Похований на батьківщині. | 6 серпня 1984     | Загинув в автомобільній катастрофі. |
| 45.  | Колесник Борис Степанович           | Молодший сержант, фельдшер ДШМГ ПВ КДБ СРСР                                                               | Народився 18.06.1964 р. в Одеській області. Закінчив Котовське медичне училище. В армії з 17.04.1983 р. Служив в 48-му Пянджському прикордонному загоніна 3-й ДШЗ Пянджской ДШМГ. Нагороджений орденом «Червоної Зірки» (посмертно). Похований на батьківщині. | 5 липня 1984      | Загинув в бою у к. Варфад в Дарвазе (Джавайська ущелина) при евакуації пораненого. |
| 46.  | Комісарова Тетяна Павлівна          | медсестра, служаща Радянської Армії                                                                       | Народилася 21.02.1964 р. в м. Лебедин Сумської області. Жила і працювала в м. Суми медсестрою хірургічного відділення обласної лікарні. В добровільному порядку Сумським ОВК 11.03.86. була направлена для роботи в Афганістан. В Афганістані з березня 1986 р., Медсестра інфекційного госпіталю. Нагороджена орденом «Червоної Зірки» (посмертно). Похована на батьківщині на Міроносніцком цвинтарі м. Лебедин. | 17 січня 1987     | Померла від важкої хвороби. |
| 47.  | Костенко Анатолій Михайлович        | Капітан медичної служби, начальник медичного пункту парашутно-десантного батальйону 350 ПДП 103 вдд       | Народився 5.05.1958 р. в м. Сніжне. Закінчив Військово-медичну академію в Ленінграді. В Афганістані з серпня 1985 року. Нагороджений орденом «Червоного Прапора» (посмертно). Похований на батьківщині. | 15 листопада 1986 | Був важко поранений при евакуації поранених під обстрілом. Помер від ран. |
| 48.  | Кравченко Геннадій Михайлович       | Капітан медичної служби, начальник медичної служби 180 мсп 108 мсд                                        | Народився 26.08. 1955 р. в сел. Дубовський, Антрацитівської міськради Ворошиловградської області. У ВР СРСР з 11.08.1978. Військовий вишкіл отримав на військовій кафедрі Ворошиловградського медінституту. В Афганістані з квітня 1988 р. За мужність і відвагу нагороджений орденом «Червоної Зірки» (посмертно). Похований в сел. Дубовський. | 23 серпня 1988    | Помер в результаті важкого захворювання. |
| 49.  | Крижанівський Петро Андрійович      | Рядовий, розвідник-санітар 154 ООСпН                                                                      | Народився 29.06.1962 р. в Одеській області. В армії з 11.05.1983 р. В Афганістані з жовтня 1983 р. Нагороджений орденом «Червоної Зірки» (посмертно). Похований в Одеській області. | 1 червня 1984     | Загинув в бою. |
| 50.  | Кришталь Ігор Миколайович           | Лейтенант медичної служби, начальник медичного пункту 154 ООСпН                                           | Народився 20.06.1960 р. в м. Чугуїв. У ВР СРСР з 1.09.1977 р. Закінчив з відзнакою Військово-медичну академію ім. Кірова в Ленінграді. В Афганістані з серпня 1983 року. Нагороджений орденом «Червоної Зірки» (посмертно). Похований на батьківщині. | 6 вересня 1983    | Загинув в бою — при підриві машини на фугасі. |
| 51.  | Кудіненко Павло Васильович          | Прапорщик, фельдшер медичного пункту мсп                                                                  | Народився 19.07.1942 р. в м. Хмельницький. Закінчив медичне училище. В Афганістані з січня 1980 р. Похований у м. Старокостянтинів. | 12 грудня 1981    | Помер від хвороби. |
| 52.  | Кузьменко Валерій Петрович          | Молодший сержант, командир міномета                                                                       | Народився 4.11.1965 року в Чернігівській області,. Працював ветеринаром в радгоспі «Галицький». Призваний до ВР СРСР 22.04.1985 року. В Афганістані з грудня 1985 року. Нагороджений орденом «Червоної Зірки» (посмертно). Похований на батьківщині. | 10 квітня 1986    | Загинув в бою в районі н.п. Пасаб, провінції Кандагар. |
| 53.  | Кулинський Віктор Григорович        | Молодший сержант, санітарний інструктор                                                                   | Народився 5.11.1965 р. в м. Києві. В армії з 9.11.1983 р. В Афганістані з квітня 1984 р. Нагороджений медаллю «За відвагу» і орденом «Червоної Зірки» (посмертно). Похований на батьківщині. | 29 січня 1985     | Смертельно поранений при евакуації пораненого під час обстрілу. |
| 54.  | Купар Володимир Миколайович         | Рядовий, стрілець                                                                                         | Народився 21.08.1964 року в м. Виноградів Закарпатської області. Навчався в медичному училищі м. Хуст. Призваний до ВР СРСР 23.03.1983 р. В Афганістані з червня 1983 р. Нагороджений орденом «Червоної Зірки» (посмертно). Похований на батьківщині. | 12 жовтня 1983    | Загинув в бою в районі н.п. Хаджі-Размухаммед, провінції Кандагар. |
| 55.  | Курка Петро Іванович                | Рядовий, розвідник-санітар 173 ООСпН                                                                      | Народився 13.04.1965 р. в Львівській області. В армії з 9.05.1983 р. В Афганістані з грудня 1983 р. Нагороджений орденом «Червоної Зірки» (посмертно). Похований на батьківщині. | 9 квітня 1985     | Загинув в бою. |
| 56.  | Курляк Роман Григорович             | Старший сержант, санітарний інструктор                                                                    | Народився 17.02.1964 р. в Львівській області. В армії з 22.03.1982 р. В Афганістані з листопада 1982 р. Нагороджений медалями «За бойові заслуги», «За відвагу», орденом «Червоної Зірки» (посмертно). Похований в Львівській області. | 26 березня 1984   | Загинув в бою. |
| 57.  | Ліньов Андрій Миколайович           | Лейтенант медичної служби, молодший лікар загону спецназа- 334 ООСпН                                      | Народився 20.06.1962 року в Ворошиловграді. У ВР СРСР з 4.08.1979 р. У червні 1985 року закінчив з відзнакою Військово-медичну академію в Ленінграді їм. С. М. Кірова (Військово-Морський Факультет). В Афганістані з листопада 1985 р. Нагороджений орденом «Бойового Червоного Прапора» (посмертно). | 10 грудня 1985    | Був тяжко поранений в бою, помер у госпіталі. |
| 58.  | Литвин Іван Сергійович              | Прапорщик, начальник аптеки-фельдшер                                                                      | Народився 11.04.1948 р. в Полтавській області. Закінчив медичне училище. В Афганістані з жовтня 1982 р. Нагороджений орденом «Червоної Зірки» (посмертно). Похований в місті Славута. | 3 листопада 1982  | Загинув під час рятування осіб в результаті отруєння чадним газом в тунелі на перевалі Саланг. |
| 59.  | Литвинов Борис Михайлович           | Рядовий, водій-санітар                                                                                    | Народився 18.02.1960 р. в м. Горлівка. В армії з 6.05.1979 р. В Афганістані з січня 1980 р. Нагороджений орденом «Червоної Зірки» (посмертно). Похований на батьківщині. | 25 березня 1980   | Трагічно загинув року в результаті нещасного випадку (необережне поводження зі зброєю) |
| 60.  | Максюта Юрій Григорович             | Молодший сержант, розвідник-санітар 411 ООСпН                                                             | Народився 29.06.1966 р. в м. Березень. Навчався в Києві. В армії з 12.11.1984 р. В Афганістані з квітня 1985 р. Нагороджений орденом «Червоної Зірки» (посмертно). Похований на батьківщині. | 28 квітня 1986    | Важко поранений розривом міни в бою в районі н.п. Шеван, провінції Фарах, в той же день помер в госпіталі. |
| 61.  | Малютін Ігор Вікторович             | Сержант, санітарний інструктор 5 МСР 180 мсп                                                              | Народився 30.12.1964 р. в м. Антрацит. В армії 3.05.1983 р. В Афганістані з вересня 1983 р. Нагороджений орденом «Червоної Зірки» (посмертно). Похований в Ворошиловградської області. | 28 грудня 1984    | Загинув в бою, рятуючи поранених в районі м. Баграм (Баграм «зеленка», підрив ПОМЗ-2). |
| 62.  | Марков Сергій Миколайович           | Старший прапорщик, фельдшер                                                                               | Народився 18.06.1954 р. в Ворошиловградської області. Закінчив Свердловське (Ворошиловградської обл) медичне училище. Нагороджений медаллю «За бойові заслуги» і орденом «Червоної Зірки». Похований в Ворошиловградської області. | 20 травня 1988    | Помер від хвороби. |
| 63.  | Мартиник Богдан Іванович            | Рядовий, стрілець-санітар                                                                                 | Народився 10.06.1964 р. в Львівській області. В армії з 21.09.1982 р. В Афганістані з січня 1983 р. Нагороджений орденом «Червоної Зірки» (посмертно). Похований на батьківщині. | 14 вересня 1983   | Загинув в бою. |
| 64.  | Маслій Олександр Вікторович         | Єфрейтор, санітарний інструктор ММГ ПВ КДБ СРСР                                                           | Народився 28.01 1966 р. в м. Харків. Закінчив Харківське медичне училище № 1, працював в службі невідкладної медичної допомоги. В армії з 10.11.1984 р. Служив в в / ч 2066 в 1-й ММГ «Імам-Сахіб». Нагороджений орденом «Червоної Зірки» (посмертно). Похований на батьківщині. | 26 липня 1985     | Загинув в бою в ході бойової операції у к. Хазарбаг. |
| 65.  | Мацієвський В'ячеслав Андрійович    | Прапорщик, фельдшер-начальник медичного пункту                                                            | Народився 16.05.1943 р. в Кіровоградській області. Закінчив Одеське медичне училище В Афганістані з жовтня 1983 р. Нагороджений орденом «Червоної Зірки» (посмертно). Похований в м. Черкаси. | 4 січня 1984      | Важко поранений в бою 31 грудня 1983 р. при евакуації пораненого командира роти. Помер в госпіталі. |
| 66.  | Мельникова Вікторія В'ячеславівна   | рентгенлаборант, служаща РА                                                                               | Народилася 23.10.1961 р.в м. Єнакієве Донецької області. Закінчила Горлівське медичне училище. В добровільному порядку Центральним РВК м Горлівки 18.11.86. була направлена для роботи в Афганістан. В Афганістані з листопада 1986 р. Працювала в 834 військовому польовому госпіталі. Нагороджена орденом «Червоної Зірки» (посмертно). Похована в м. Горлівка на Центральному кладовищі. | 29 січня 1987     | Загинула в автомобільній катастрофі при обстрілі колони. |
| 67.  | Мірошниченко Олександр Миколайович  | Старший сержант, фельдшер-начальник аптеки ММГ ПВ КДБ СРСР                                                | Народився 10.08.1964 р. в смт. Краснодон. Закінчив медичне училище, працював в Сватівської центральної районної лікарні. В армії з 5.05.1983 р. Службу проходив в в / ч 2042 у 2-й ММГ «Шібірган» 47-го Керкінского прикордонного загону. Нагороджений орденом «Червоної Зірки» (посмертно). Похований на батьківщині. | 18 травня 1985    | Загинув при поверненні з бойової операції в Акче на трасі Акча-Шібірган. |
| 68.  | Міхєєв Олександр Валентинович       | Молодший сержант, санітарний інструктор                                                                   | Народився 6.01.1969 р. в Кримській області. В армії з 21.05.1987 р. В Афганістані з листопада 1987 р. Нагороджений орденом «Червоної Зірки» (посмертно). Похований на батьківщині. | 20 липня 1988     | Загинув в бою вночі при відбитті нападу на сторожову заставу. |
| 69.  | Мочернюк Михайло Іванович           | Рядовий, розвідник-санітар 154 ООСпН                                                                      | Народився 25.11.1964 р. в селі Мишин Коломийського району Івано-Франківської області. Навчався в Коломийській СПТУ-10. В армії з 12.05.1984 р. В Афганістані з листопада 1984 р. Нагороджений медаллю «За відвагу» і орденом «Червоного Прапора» (посмертно). Похований на батьківщині. | 19 березня 1986   | Загинув в бою при взятті перевалочної бази душманів поблизу кишлаку Кула в провінції Нангархар. |
| 70.  | Мошенська Людмила Михайлівна        | медсестра, служаща Радянської Армії                                                                       | Народилася 4.07.1956 р. в м. Маріуполь. Після закінчення Маріупольського медичного училища в 1974 році працювала медичною сестрою в дитячому відділенні міської лікарні N4. Сама зголосилася працювати в військах. В добровільному порядку Орджонікідзевським РВК 7.05.83 р. була спрямована на роботу в Афганістан. В Афганістані з травня 1983 року у складі інфекційного відділення 650 окремого військового госпіталю в Кабулі. Похована на батьківщині на Новотроїцькому кладовищі в Маріуполі.                                                                                             | 12 вересня 1983   | Надаючи медичну допомогу інфекційним хворим, сама важко захворіла і померла від важкої форми черевного тифу. |
| 71.  | Нагібін Володимир Іванович          | Прапорщик, фельдшер                                                                                       | Народився 9.03.1954 року в м. Хабаровськ. Навчався в Дніпропетровському медичному інституті. Призваний до ВР СРСР 15.11.1977 року. В Афганістані з січня 1981 року. Нагороджений орденом «Червоної Зірки» (посмертно). Похований в Ворошиловградської області. | 2 серпня 1981     | Помер від хвороби. |
| 72.  | Назаренко Віктор Миколайович        | Молодший сержант, санітарний інструктор                                                                   | Народився 1.01.1963 р. в Сумській області. В армії з 31.03.1982 р.. В Афганістані з вересня 1982 р. Нагороджений орденом «Червоної Зірки» (посмертно). Похований на батьківщині. | 1 квітня 1984     | Загинув в бою. |
| 73.  | Некрашевич Петро Миколайович        | Рядовий, стрілець-гранатометчик                                                                           | Народився 15.06.1963 року в Житомирській області. Навчався в Житомирському медичному училищі. Призваний до ВР СРСР 22.03.1983 року. В Афганістані з липня 1983 року. Нагороджений орденом «Червоної Зірки» (посмертно). Похований в Житомирській області. | 11 вересня 1983   | Загинув в бою. |
| 74.  | Новіков Володимир Дмитрович         | Старший лейтенант медичної служби, лікар танкового полку                                                  | Народився 20.09.1954 р. у м. Оренбург. У ВР СРСР з 16.10.1980 р. Військовий вишкіл отримав на військовій кафедрі Ворошиловградського медінституту. В Афганістані з травня 1981 року. Нагороджений медаллю «За відвагу» і орденом «Червона Зірка» (посмертно). Похований на Старокримському кладовищі в м. Маріуполь. | 7 травня 1982     | Загинув в бою в населеному пункті Гірішк провінції Гільменд. |
| 75.  | Новосьолов В'ячеслав Олександрович  | Службовець Радянської Армії, старший технік по медичній апаратурі                                         | Народився 3.06.1948 року в Харкові. В добровільному порядку 5 вересня 1982 років через Харківський РВК спрямований до Афганістану. Працював у військовому госпіталі старшим техніком по медичній апаратурі. Похований в місті Харкові. | 12 січня 1983     | Помер. |
| 76.  | Олешко Михайло Павлович             | Прапорщик, начальник аптеки, потім фельдшер військової частини пп53366                                    | Народився 29.08.1951 р. в Соледарі Донецької області. Після закінчення школи закінчив Слов'янське медичне училище. Відслужив строкову службу в армії в 1971-73 рр. Працював фельдшером в Комунарську. У 1984 році добровільно вступив на службу в ЗС СРСР. В Афганістані з липня 1984 р. Нагороджений орденом «Червоної Зірки» (посмертно). Похований на батьківщині. | 9 лютого 1985     | Загинув під час операції по розгрому заколотників районі н.п. Ішанон. |
| 77.  | Омельченко Сергій Миколайович       | Молодший сержант, санітар, водій санітарної машини                                                        | Народився 15.02.1967 р. в м. Люботин. В армії з 24.04.1986 р. В Афганістані з червня 1986 р. Нагороджений орденом «Червоної Зірки» (посмертно). Похований на батьківщині. | 28 липня 1987     | Важко поранений в бою увечері 22 липня 1987 року за відбитті нападу на сторожову заставу. 28 липня помер від отриманих ран в госпіталі. |
| 78.  | Паламарчук Олександр Іванович       | Старший лейтенант медичної служби, начальник медичного пункту вузла зв'язку головного військового радника | Народився 7.05.1955 р. у Вінницькій області,. Закінчив Вінницький медичний інститут. У ВР СРСР з 5.01.1980 р. В Афганістані з січня 1982 р. Нагороджений орденом «Червоної Зірки» (посмертно), похований на батьківщині. | 1 січня 1983      | Помер, перебуваючи у відпустці року, від хвороби, отриманої в період проходження служби в Афганістані. |
| 79.  | Пономарьов Володимир Васильович     | Майор медичної служби, начальник медичної служби 70 ОМСБ                                                  | Народився 4.12. 1951 р. в м. Кіровськ Ворошиловградської області. У ВР СРСР з 18.08.1972 р. В Афганістані з жовтня 1981 року. Брав участь в 12 бойових операціях. Нагороджений орденом «Червоної Зірки» (посмертно). Похований у м. Кіровську. | 14.06.1982        | Загинув в бою — постріл снайпера в голову. |
| 80.  | Приходченко Олександр Григорович    | Прапорщик, фельдшер                                                                                       | Народився 4.08.1956 р. в Харківській області. Закінчив Сумське медичне училище. В Афганістані з жовтня 1985 р. Похований на батьківщині. | 12 вересня 1987   | Загинув в автомобільній катастрофі. |
| 81.  | Пугач Юрій Володимирович            | Прапорщик, фельдшер артилерійського дивізіону                                                             | Народився 29.12.1961 р. в м. Донецьк. Закінчив Макіївське медичне училище, працював фельдшером в міськлікарні № 9 міста Донецька. В армії з 7.05.1981 р. В Афганістані з травня 1986 року. Нагороджений орденом «Червоної Зірки» (посмертно). Похований у рідному місті. | 24 червня 1986    | Загинув в бою року, намагаючись евакуювати поранених в безпечне місце під час обстрілу артилерійського дивізіону. |
| 82.  | Пилипів Богдан Михайлович           | Рядовий, старший водій-санітар                                                                            | Народився 31.01.1966 року в Івано-Франківській області. В армії з 14.10.1984 р. Нагороджений орденом «Червоної Зірки» (посмертно). Похований на батьківщині. | 13 лютого 1986    | Загинув під час виконання бойового завдання. |
| 83.  | Рапій Микола Ілліч                  | Рядовий, санітарний інструктор 46 омедсб 5 мсд                                                            | Народився 15.03.1964 р. в Львівській області. Закінчив Бориславське медичне училище. В армії з 25.04.1983 р. Нагороджений орденом «Червоної Зірки» (посмертно). Похований на батьківщині. | 30 вересня 1983   | Важко захворів на тропічну малярію і помер. |
| 84.  | Рогович Роман Петрович              | Рядовий, розвідник-санітар 1 групи 2 роти 334 ООСпН                                                       | Народився 30.09.1963 р. у м. Архангельськ. Навчався в СПТУ-5 в місті Івано-Франківськ. У Збройні Сили СРСР призваний 14.11.1983 р. Івано-Франківським МВК. В Афганістані з березня 1985 року. За мужність і відвагу нагороджений орденом «Червоної Зірки» (посмертно). Похований в селі Ворона Коломийського району Івано-Франківської області. | 16 серпня 1985    | Загинув при виконанні чергового бойового завдання в Бадельскій ущелині (провінція Кунар). |
| 85.  | Рожков Василь Жоржевич              | Молодший сержант, санітарний інструктор                                                                   | Народився 19.11.1967 р. в Кривому Розі. Навчався в Казанському хіміко-технологічному інституті. В армії з 29.10.1986 р. В Афганістані з листопада 1987 р. Похований в Криму. | 16 травня 1988    | Помер года від опіків, отриманих під час гасіння пожежі на території батальйону. |
| 86.  | Савенко Валерій Володимирович       | Старший лейтенант медичної служби, начальник медичного пункту                                             | Народився 1.05.1958 р. в м. Сімферополь, Кримської області. У ВР СРСР з 1.08.1975 р. Закінчив Військово-медичну академію в Ленінграді. В Афганістані з жовтня 1983 року. Нагороджений орденом «Червоної Зірки» (посмертно). Похований в дер. Сєнница Мінського району Мінської області. | 2 лютого 1985     | Загинув під час обстрілу колони забезпечення полку. |
| 87.  | Савенко Віталій Петрович            | Молодший сержант, санітарний інструктор                                                                   | Народився 26.01.1960 р. в с. Задереївка Ріпкинського району Чернігівської області. В армії з 8.11.1979 р. В Афганістані з березня 1980 р. Нагороджений орденом «Червоної Зірки» (посмертно). Похований на батьківщині. Його ім'ям названа одна з вулиць в с. Задереївка. | 30 жовтня 1980    | Загинув в бою. |
| 88.  | Сєріков Олександр Михайлович        | Підполковник медичної служби, радник начальника медичної служби піхотної дивізії афганської армії         | ародився 9.05. 1951 р. в м. Новоселиця, Чернівецької областы. У ВР СРСР з 14.08.1972 р. Закінчив Військово-Медичний Факультет при Саратовському медінституті і Військово-медичну академію в Ленінграді. В Афганістані з червня 1987 р. года. Нагороджений орденом «Червоної Зірки» та орденом «Червоного Прапора» (посмертно). Похований на Новому кладовищі в Чернівцях. | 30 травня 1988    | Загинув в бою. |
| 89.  | Сивокобиленко Володимир Миколайович | Прапорщик, начальник медичного пункту 1 мсб 682 мсп                                                       | Народився 22.04. 1956 р. в Ворошиловградської області. Закінчив Уманське медичне училище. В Афганістані з березня 1984 р. Нагороджений орденом «Червоної Зірки» (посмертно). Похований в Черкаській області. | 30 квітня 1984    | Важко поранений в бою в ущелині Панджшер і помер. |
| 90.  | Слюсар Володимир Іванович           | Рядовий, сапер 345 опдп                                                                                   | Народився 12.05.1966 року в Рівненській області. Працював фельдшером в колгоспі в Сумській області. Призваний до ВР СРСР 24.04.1985 року. Нагороджений орденом «Червоної Зірки» (посмертно). Похований в Сумській області. | 14 грудня 1985    | Важко поранений в бою року, помер від ран. |
| 91.  | Солоніченко Алім Олександрович      | Рядовий, розвідник-санітар 668 ООСпН                                                                      | Народився 18.06.1966 р. в Кривому Розі. В армії з 23.06.1984 р. В Афганістані з вересня 1984 р. Нагороджений орденом «Червоної Зірки» (посмертно). Похований на батьківщині. | 27 березня 1985   | Важко поранений в бою 24 березня 1985 р, помер 27 березня в шпиталі. |
| 92.  | Срібний Олег Григорович             | Молодший сержант, фельдшер польового шпиталю 317 ПДП 103 вдд                                              | Народився 18.06.1962 р. в м. Полтава. Навчався в Полтавському медичному училищі. В армії з 15.05.1981 р. В Афганістані з листопада 1981 р. Нагороджений орденом «Червоної Зірки» (посмертно). Похований на батьківщині. | 2 листопада 1982  | Загинув при підриві на міні. |
| 93.  | Степанченко Антон Іванович          | Прапорщик, фельдшер артилерійського дивізіону                                                             | Народився 22.06.1942 р. в Кіровоградської області. В Афганістані з вересня 1982 р. Нагороджений орденом «Червоної Зірки». Похований у Волинській області. | 5 жовтня 1984     | Помер від хвороби. |
| 94.  | Страмцов Віктор Анатолійович        | Прапорщик, фельдшер приймального відділення медичної роти в / ч пп 93992                                  | Народився 24.09.1949 р. в Львівській області. Працював на Криворізькій станції швидкої допомоги. В Афганістані з грудня 1982 р. Нагороджений двома орденами «Червоної Зірки» (другим — посмертно). Похований у Кривому Розі. | 19 листопада 1984 | Загинув в бою. |
| 95.  | Схабенко Микола Миколайович         | Старший лейтенант медичної служби, лікар загону спецназу 186 ООСпН                                        | Народився 11.04.1956 р. в пгт. Волковінци Деражнянського району Хмельницької області. У ВР СРСР з 16.09.1981 р. Військовий вишкіл отримав на військовій кафедрі Вінницького медінституту. В Афганістані з квітня 1985 р. Нагороджений орденом «Червоної Зірки» (посмертно). Похований на батьківщині. | 5 листопада 1985  | Поранений в бою. Помер від втрати крові перебуваючи вже на борту вертольота. |
| 96.  | Тацей Олександр Іванович            | Рядовий                                                                                                   | Народився 4.02.1965 року в Закарпатській області. Закінчив Берегівське медичне училище. Призваний до ВР СРСР 10.05.1985 року. В Афганістані з березня 1986 року. Нагороджений орденом «Червоної Зірки» (посмертно). Похований на батьківщині. | 6 вересня 1986    | Загинув в бою при відбитті нападу на колону. |
| 97.  | Токарюк Юрій Нектаріевіч            | Рядовий, навідник-оператор БМП                                                                            | Народився 26.06.1964 року в Чернігівській області. Закінчив Вашковське медичне училище. Призваний до ВР СРСР 22.03.1983 року. В Афганістані з вересня 1983 року. Нагороджений орденом «Червоної Зірки» (посмертно). Похований на батьківщині. | 16 грудня 1984    | Загинув в бою. |
| 98.  | Трохимчук Володимир Миколайович     | Молодший сержант, фельдшер ММГ ПВ КДБ СРСР                                                                | Народився 26.05.1964 р. в Харківській області. Закінчив медичне училище. В армії з 6.05.1983 р. Служив в 67 Кара-Калинському прикордоному загоні. З Нагороджений орденом «Червоної Зірки» (посмертно). Похований в Харківській області. | 18 березня 1984   | Загинув в бою з засідкою противника при висуванні до місця засідки до льодовика Пасі-Пашар через кишлак Горіен в Куфабском ущелині. |
| 99.  | Турський Павло Зіновійович          | Рядовий, санітар                                                                                          | Народився 8.10.1965 р. в селі Синява Збаразького району Тернопільської області. Навчався в сільськогосподарському технікумі в м. Бучач. У ВР СРСР з 13.04.1985 р. В Афганістані з серпня 1985 року. Нагороджений медаллю «За відвагу» і орденом Червоної Зірки (посмертно). Похований у рідному селі. | 25 вересня 1986   | Загинув в бою. |
| 100. | Фатєєв Віталій Валерійович          | Рядовий, кулеметник-санітар                                                                               | Народився 18.09.1968 р. в м. Київ. В армії з 31.10.1986 р. В Афганістані з березня 1987 р. Похований на батьківщині. | 3 вересня 1987    | Загинув в бою. |
| 101. | Фіцик Василь Петрович               | Гвардії рядовий, санітарний інструктор батальйонного медичного пункту, механік-водій 149 гв. мсп          | Народився 5.11.1966 р. в селі Стрілки Стрийського району Львівської області. В армії з 4.04.1984 р. В Афганістані з листопада 1984 р. Нагороджений орденом «Червоної Зірки» (посмертно). Похований у рідному селі. | 25 травня 1985    | Загинув в бою в провінції Кунар. |
| 102. | Ханчич Анатолій Адамович            | Рядовий, санітарний інструктор                                                                            | Народився 20.03.1964 р. в Житомирській області,. Закінчив Вінницький будівельний технікум, працював викладачем в ПТУ м. Артемівськ. В армії з 31.03.1982 р. В Афганістані з червня 1982 р. Нагороджений медаллю «За бойові заслуги». Похований на батьківщині. | 2 серпня 1983     | Загинув в автомобільній катастрофі. |
| 103. | Харків Сергій Вікторович            | Молодший сержант, санітарний інструктор                                                                   | Народився 22.08.1960 року в Ворошиловградськії області. В армії з 11.12.1978 р. В Афганістані з січня 1980 р. Нагороджений медаллю «За відвагу» (посмертно). Похований на батьківщині. | 5 березня 1980    | Важко поранений в бою года в районі м Баглан при евакуації пораненого, помер від ран. |
| 104. | Ходак Віктор Іванович               | Старший лейтенант медичної служби, старший лікар                                                          | Народився 27.12.1955 р. в м. Кіровоград. В армії з 5.05.1975 р. Закінчив Військово-Медичний Факультет при Куйбишевському медінституті. В Афганістані з вересня 1986 р. Нагороджений орденом «Червоної Зірки» (посмертно). Похований на Північному кладовищі в м. Мінськ. | 7 липня 1987      | Загинув під час обстрілу колони. |
| 105. | Цімар Віталій Володимирович         | Молодший сержант, санітарний інструктор                                                                   | Народився 19.02.1968 р. в Хмельницькій області. В армії з 18.05.1986 р. В Афганістані з листопада 1986 р. Нагороджений орденом «Червоної Зірки» (посмертно). Похований на батьківщині. | 9 листопада 1987  | Смертельно поранений в бою. |
| 106. | Шовкопляс Микола Сергійович         | Капітан медичної служби, начальник медичної служби військової частин                                      | Народився 18.09.1950 р. в с. Охотникове Сакського району Кримської області. В армії з 2.05.1971 р. Закінчив Військово-Медичний Факультет при Горьківському медінституті. В Афганістані з жовтня 1986 р. Нагороджений орденом «Червоної Зірки» (посмертно). Похований у м. Горький. | 2 березня 1988    | Загинув в бою при відбитті нападу на колону в передмісті Кабула. |
| 107. | Шульга Анатолій Володимирович       | Молодший сержант, фельдшер                                                                                | Народився 15.03.1966 р. в м. Лубни. В армії з 18.04.1985 р. В Афганістані з вересня 1985 р. Похований на батьківщині. | 23 жовтня 1986    | Помер. |